# G. E. Smith

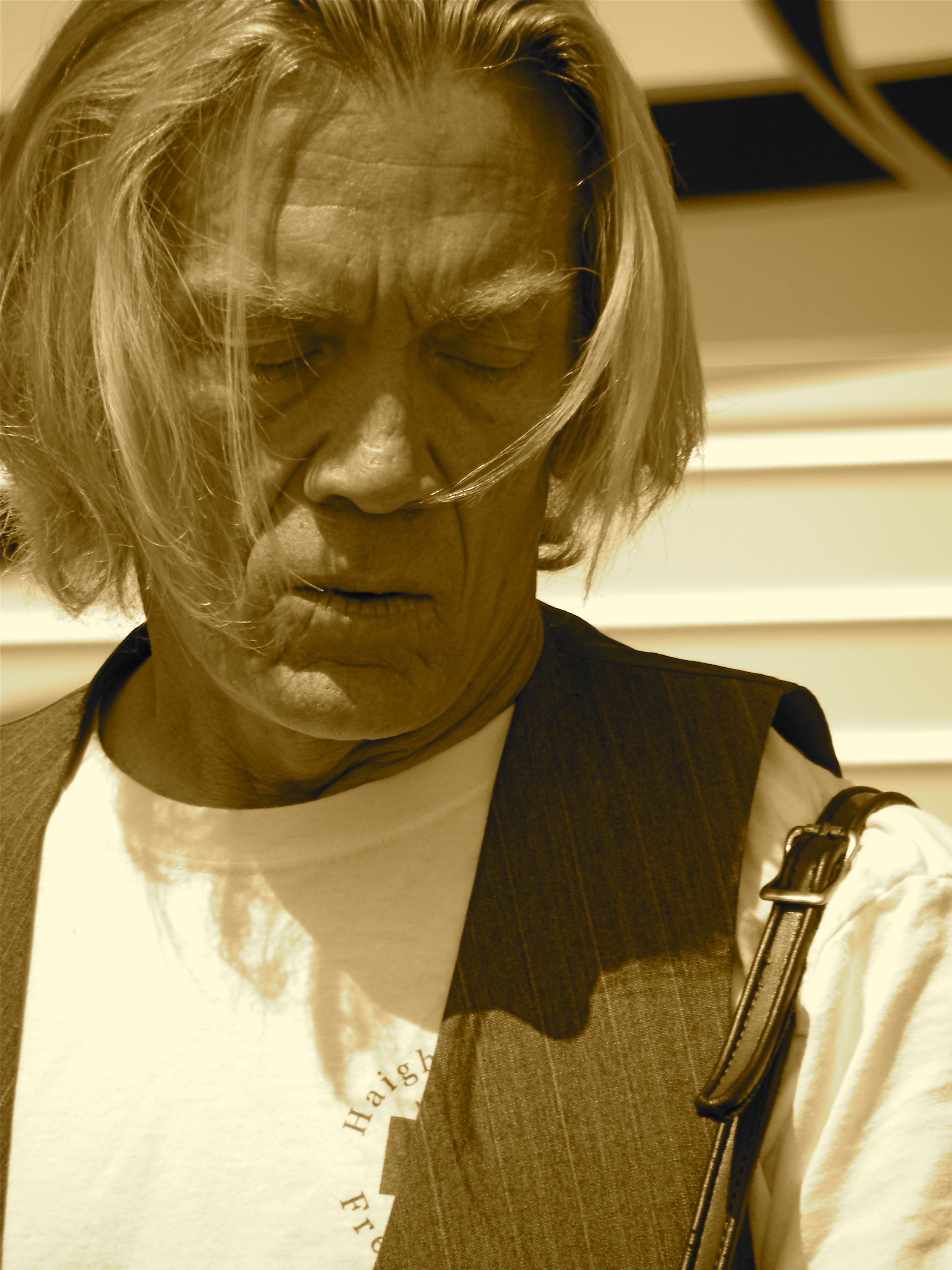
G. E. Smith, 2009

G. E. Smith (* 27. Januar 1952 als George Edward Haddad in Stroudsburg, Pennsylvania) ist ein US-amerikanischer Gitarrist und Songwriter.

## Leben
Smith begann im Alter von vier Jahren mit dem Gitarrespiel. Sein erstes großes Engagement im Musikbusiness hatte er Ende der 1970er Jahre, als er mit Dan Hartman auf Tour ging. 1979 zog er nach Manhattan, wo er als Gitarrist bei Gilda Radners Broadway-Show Gilda Live anheuerte. 1980 heirateten beide, die Ehe wurde 1982 geschieden. Zwischen 1979 und 1985 war er Leadgitarrist von Hall & Oates; er spielte unter anderem auf den Hitsingles Private Eyes und Maneater. 1985 nahm die Band von Hall & Oates an Live Aid teil, wo Smith Kontakte mit zahlreichen Superstars knüpfte. In der Folge war er als Studiomusiker unter anderem für Carly Simon, Mick Jagger und Tom Waits tätig.
Mitte der 1980er Jahre erhielt Smith das Angebot, Bandleader der Liveband der erfolgreichen Fernsehshow Saturday Night Live zu werden. In dieser Funktion begleitete er zahlreiche Gaststars, darunter die Gitarristen Eddie Van Halen, David Gilmour und Buddy Guy. Während seiner Zeit bei Saturday Night Live verfasste Smith die Titelmelodie für die von Mike Myers geschriebene Sketchserie Wayne’s World, deren Erfolg zwei Spielfilme nach sich zog. Smith war über mehrere Jahre Teil der Liveband von Bob Dylan; 1992 war er Musikalischer Leiter des Konzerts zu Dylans 30-jährigem Bühnenjubiläum im Madison Square Garden. 1995 endete sein Engagement bei SNL, im Jahr darauf erschien ein Livealbum mit Buddy Guy als Buddy Guy With G.E. Smith And The Saturday Night Live Band. In späteren Jahren tourte er mit Roger Waters. Er war zudem Bandleader bei Wahlkampfveranstaltungen der Republikanischen Partei; sowohl 2012 für Mitt Romney, als auch 2016 für Donald Trump. 2020 unterstützte er als Mitglied des Teams Joe Sings die Kampagne von Joe Biden. Er sagte, das sei seine erste politische Wahl seit 1972.
Smith ist seit 1990 mit der Sängerin Taylor Barton verheiratet. Gemeinsam betreiben sie das Plattenlabel Green Mirror Music.

## Albumcredits (Auswahl)
- 1978: Instant Replay – Dan Hartman
- 1979: Relight My Fire – Dan Hartman
- 1979: X-Static – Hall & Oates
- 1980: Voices – Hall & Oates
- 1981: Escape Artist – Garland Jeffreys
- 1981: Private Eyes – Hall & Oates
- 1982: H2O – Hall & Oates
- 1982: The Great Twenty-Eight – Chuck Berry
- 1983: Guts for Love – Garland Jeffreys
- 1984: Big Bam Boom – Hall & Oates
- 1984: Swept Away – Diana Ross
- 1985: Rain Dogs – Tom Waits
- 1985: She's the Boss – Mick Jagger
- 1985: Spoiled Girl – Carly Simon
- 1987: Primitive Cool – Mick Jagger
- 1989: Crossroads – Tracy Chapman
- 1992: Don't Call Me Buckwheat – Garland Jeffreys
- 1993: Bob Dylan: The 30th Anniversary Concert Celebration
- 1996: Live: The Real Deal – Buddy Guy
- 1998: Time Is Tight  – Booker T. & the M.G.’s